# Zabielne (Olecko)
Zabielne (deutsch Sabielnen, 1938 bis 1945 Podersbach) ist ein kleiner Ort in der polnischen Woiwodschaft Ermland-Masuren und gehört zur Stadt-und-Land-Gemeinde Olecko (Marggrabowa, umgangssprachlich auch: Oletzko, 1928 bis 1945 Treuburg) im Powiat Olecki (Kreis Oletzko, 1933 bis 1945 Kreis Treuburg).

## Geographische Lage
Zabielne liegt am Südufer des Duttken-Sees (1938 bis 1945: Sargen-See, polnisch Jezioro Dudeckie) im Osten der Woiwodschaft Ermland-Masuren, zehn Kilometer südwestlich der Kreisstadt Olecko.

## Geschichte
Das ursprünglich Sobiellen, vor 1785 Sabyelnien und bis 1938 Sabielnen genannte kleine Dorf wurde 1565 gegründet und bestand vor 1945 aus ein paar mittleren Höfen. Zwischen 1874 und 1945 gehörte es zum Amtsbezirk Gonsken (polnisch Gąski), der – 1938 in „Amtsbezirk Herzogskirchen“ umbenannt – zum Kreis Oletzko (1933 bis 1945 Kreis Treuburg) im Regierungsbezirk Gumbinnen der preußischen Provinz Ostpreußen gehörte.
Im Jahre 1910 waren in Sabielnen 85 Einwohner gemeldet. Ihre Zahl verringerte sich bis 1933 auf 67 und belief sich 1939 auf 72.
Aufgrund der Bestimmungen des Versailler Vertrags stimmte die Bevölkerung im Abstimmungsgebiet Allenstein, zu dem Sabielnen gehörte, am 11. Juli 1920 über die weitere staatliche Zugehörigkeit zu Ostpreußen (und damit zu Deutschland) oder den Anschluss an Polen ab. In Sabielnen stimmten 45 Einwohner für den Verbleib bei Ostpreußen, auf Polen entfiel keine Stimme.
Am 3. Juni (amtlich bestätiht am 16. Juli) des Jahres 1938 wurde Sabielnen aus politisch-ideologischen Gründen der Abwehr fremdländisch klingender Ortsnamen in „Podersbach“ umbenannt.
In Kriegsfolge kam der Ort 1945 mit dem gesamten südlichen Ostpreußen zu Polen und erhielt die polnische Namensform „Zabielne“. Heute ist der Ort Sitz eines Schulzenamtes (polnisch sołectwo) und somit eine Ortschaft im Verbund der Stadt-und-Land-Gemeinde Oletzko (Marggrabowa, 1928 bis 1945 Treuburg) im Powiat Olecki (Kreis Oletzko, 1933 bis 1945 Kreis Treuburg), vor 1998 der Woiwodschaft Suwałki, seither der Woiwodschaft Ermland-Masuren zugehörig.

## Kirche
Bis 1945 war Sabielnen resp. Podersbach in das Kirchspiel der evangelischen Kirche Gonsken (Herzogskirchen) in der Kirchenprovinz Ostpreußen der Kirche der Altpreußischen Union und in die katholische Pfarrei Marggrabowa (1928 bis 1945: Treuburg) im Bistum Ermland eingepfarrt.
Heute gehört Zabielne zur evangelischen Kirchengemeinde in Ełk (deutsch Lyck), einer Filialgemeinde der Pfarrei in Pisz (deutsch Johannisburg) in der Diözese Masuren der Evangelisch-Augsburgischen Kirche in Polen, bzw. zur katholischen Pfarrkirche in Gąski im Bistum Ełk der Römisch-katholischen Kirche in Polen.

## Verkehr
Zabielne ist über eine Nebenstraße zu erreichen, die bei Ślepie (deutsch Schlepien, 1938 bis 1945 Schlöppen) von der polnischen Landesstraße DK 65 (ehemalige deutsche Reichsstraße 132) abzweigt und direkt in den Ort führt. 
Eine Bahnanbindung besteht nicht mehr. Bis 1945 war Sayden (1938 bis 1945: Saiden, polnisch Zajdy) die nächste Bahnstation und lag an der Bahnstrecke Marggrabowa (Oletzko)/Treuburg–Schwentainen (polnisch Olecko–Świętajno) der Oletzkoer (Treuburger) Kleinbahnen, auf der der Verkehr kriegsbedingt eingestellt wurde.